# 코레아케라톱스
코레아케라톱스 화성엔시스(Koreaceratops hwaseongensis)는 대한민국의 백악기 하부 지층 (알바절)에서 발견된 원시적인 각룡류 공룡이다. 완모식표본인 ‘KIGAM VP 200801’은 36개의 미추와 뒷다리 일부, 장골로 구성되어 있다. 표본은 화성시에 위치한 탄도방조제에 포함된 적색사암 덩어리에서 발견되었다. 표본이 잘린 모양으로 보아 방조제 건설 이전에는 더 많은 부분이 보존되어 있었던 것으로 보인다. 방조제는 1994년에 건설되었으며 2008년에 직원이 화석을 발견하고 이를 고생물학자들에게 알려주었다. 표본은 탄도층의 하부 지층에 있던 것으로 보이며, 탄도층은 공식적으로 명명된 것은 아니지만 상부 지층은 1억 300만 년 정도의 연대를 가진 것으로 추정된다. 코레아케라톱스는 이융남과 그 동료들에 의해 2011년에 보고되었다. 속명은 ‘한국(Korea)’과 뿔을 뜻하는 ‘케라스’(κερας), 얼굴을 뜻하는 ‘옵시스’(οψις)의 합성어이며, 모식종은 경기도 화성시의 이름을 딴 것이다.
코레아케라톱스는 높이 솟아 있는 미추의 신경배돌기와 목말뼈의 구조가 눈에 띄는 특징이다. 뒤쪽에 위치한 미추들 중 일부에서 신경배돌기가 척추 중심체의 다섯 배 이상 높이로 솟아 있다. 이융남과 연구자들은 다른 각룡류들 중 일부에서도 미추의 신경배돌기가 높이 솟아 있다는 것에 주목하였고, 이 특징이 각룡류의 여러 갈래에서 나타나는 것으로 보아 헤엄을 치기 위해 적응한 것이며 독립적으로 여러 차례 진화했을 것이라고 추론했다. 저자들은 계통발생학적 분석을 수행해 코레아케라톱스가 아르카이오케라톱스와 더 분화된 각룡류의 사이에 위치한다는 것을 알아냈다.

## 특징

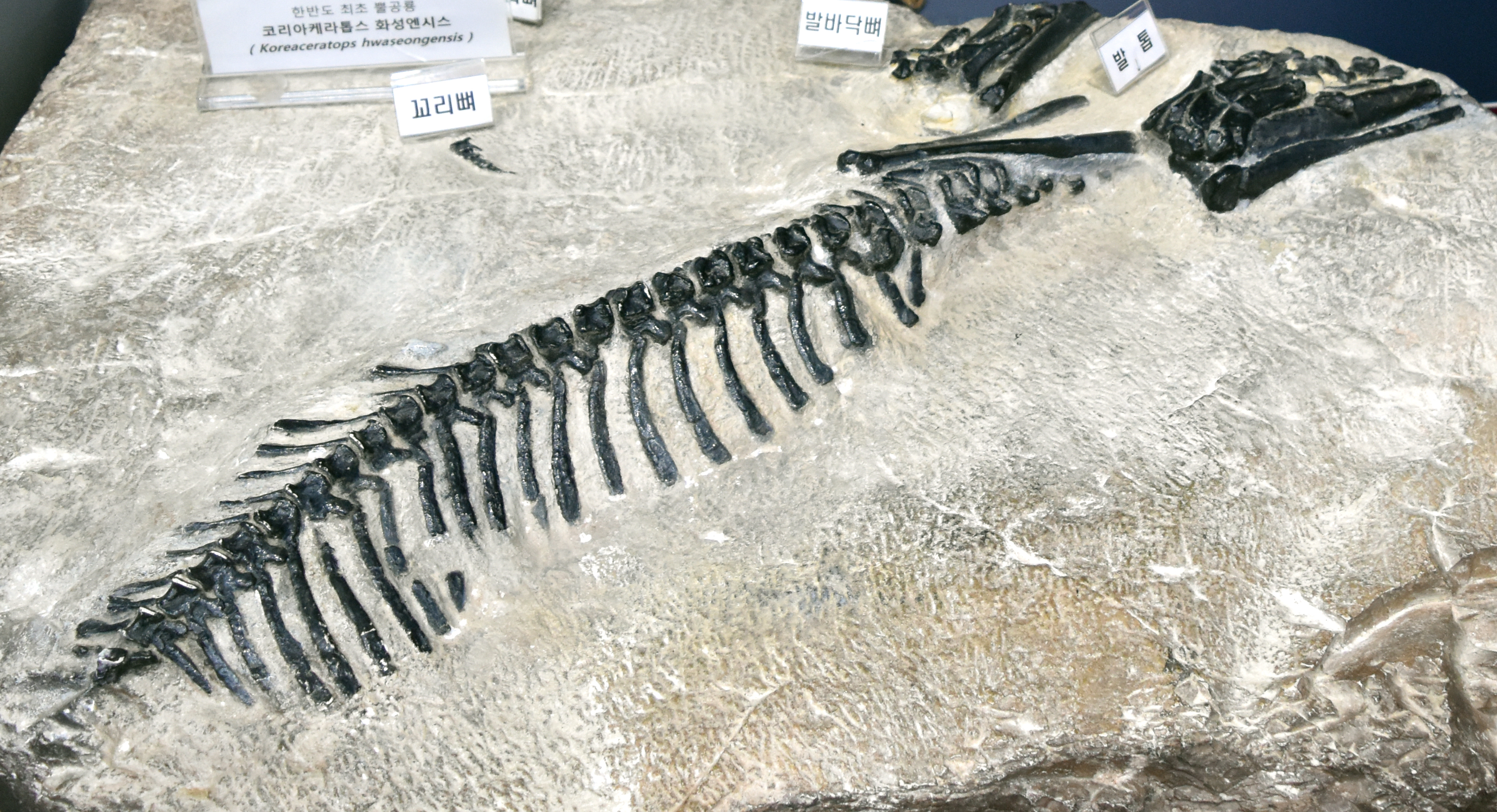
코레아케라톱스의 화석

- 몸 길이 : 2.3m
- 키 : 약 0.6m
- 무게 : 150Kg
- 식성 : 초식성[3]

## 평가
코레아노사우루스에 이어서 2번째로 한국 명칭이 들어간 공룡이다. 프로토케라톱스나 아르케오케라톱스와의 연결 고리가 될 수 있다.

## 만화
- KBS2 꾸러기 케라톱스 코리요는 코리아케라톱스를 모티브로 한 주인공 코리요가 등장한다.(화성시의 마스코트)
  - 소개: 코리요와 친구들이 중생대의 백악기 시대를 배경으로 좌충우돌 모험담을 담은 애니메이션.